# Pedicularis hirsuta
Espèce
Classification APG III (2009)
Pedicularis hirsuta est une espèce de plantes à fleurs du genre Pedicularis appartenant à la famille des Scrophulariaceae selon la classification classique de Cronquist (1981) ou à la famille des Orobanchaceae selon la classification phylogénétique. On la rencontre au nord de la Suède, de la Finlande, et de la Norvège, au Groenland, dans l'archipel du Svalbard, en Nouvelle-Zemble et dans l'extrême nord de la Russie.

## Description
Cette plante herbacée vivace et feuillue se présente érigée atteignant 2 à 10 cm de hauteur, et parfois jusqu'à 20 cm, et tomenteuse en haut. Ses feuilles divisées sont plutôt lancéolées aux lobes sommaires et dentés. Ses fleurs sont d'un rose brillant avec un limbe droit et émoussé et une lame de même largeur, formant une inflorescence arrondie. Le calice est tomenteux avec des lobes dentés. Cette espèce fleurit à la fin du printemps.

## Habitat
Pedicularis hirsuta se rencontre dans la toundra et les bords de rivières, jusqu'au cercle polaire.